# Marcos Cáceres
Marcos Antonio Cáceres (Asunción, 1986. május 5. –) paraguayi labdarúgó, a Newell’s Old Boys hátvédje.